# 老荘思想

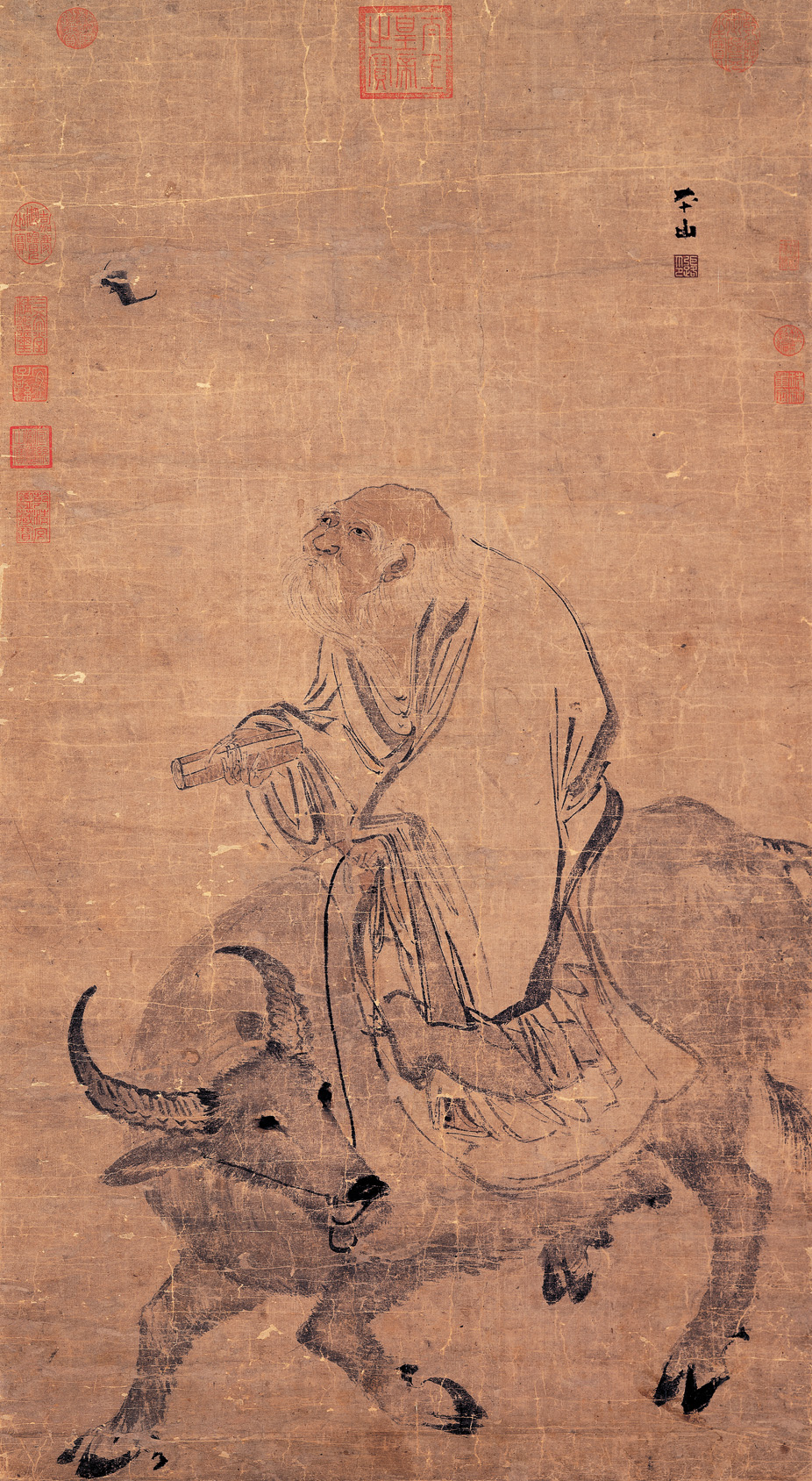
水牛に乗る老子

老荘思想（ろうそうしそう）は、中国で生まれた思想。諸子百家の道家（どうか）の大家である老子と荘子を合わせてこう呼ぶ。
「道」「天」「無」「無為自然」「養生」などの思想や、儒家批判を特徴とする。特に魏晋南北朝時代の清談・玄学で取りあげられた。道教・禅仏教・神仙思想とも関わりが深い。日本でも古くから受容された。

## 背景
『老子』が先で『荘子』が後、とするのが一般的だが、専門家の間では、老子の非実在性や史料批判を根拠に、『荘子』が先に書かれたとする説もある。
「老子と荘子」を並称することは、漢代の『淮南子』に初めて見え、魏晋以降に多くなる。魏晋より前は「老子と荘子」よりも「黄帝と老子」を並称するほうが多かった（黄老思想）。
漢代に儒教が国教となってからも、老荘思想は中国の人々の精神の影に潜み、儒教のモラルに疲れた時、人々は老荘を思い出した。森三樹三郎は、「中国の知識人は、職場では儒家、自宅では道家になる」としている。
特に魏晋南北朝時代、政争が激しくなり、「貴族」が身を保つのは非常に困難であった。このため、積極的に政治に関わることを基本とする儒教よりも、世俗から身を引くことで保身を図る老荘思想が貴族に受け入れられた。加えて仏教の影響もあり、老荘思想に基づいて哲学的問答を交わす清談が南朝の貴族の間で流行した。清談は魏の「正始の音」に始まり、西晋から東晋の「竹林の七賢」（嵆康・阮籍・山濤・向秀・劉伶・阮咸・王戎）が有名である。また、『老子』『荘子』『周易』は「三玄」と呼ばれ、これをもとにした学問は「玄学」と呼ばれた。玄学は魏の王弼・何晏、西晋の郭象らが創始した。
老荘思想は中国仏教とくに禅宗に接近し、また儒教（朱子学）にも影響を与えた。

## 道教との関係
フランスの中国学者アンリ・マスペロ（東洋文庫『道教』の著者）によれば、老荘思想と道教は連続的な性質を持っているとする。しかし日本の研究者の間では、哲学としての老荘思想と道教はあまり関係がないという説が一般的である。
道教に老荘思想が取り込まれ、また変化している。一般に老荘思想はものの生滅について「生死は表層的変化の一つに過ぎない」と言う立場を取るとされる。不老長寿の仙人が道教において理想とされることは、老荘思想と矛盾している。
日本に於いてだけでも、時代に依って道教と老荘思想の意味・関係は変化しつづけたが、それは道教研究のここ百年での深まりと、老子・荘子各々を把握解釈する者の営為に依存している。

## 受容史

### 中国
『老子』『荘子』はそれぞれ膨大な受容史がある。武内義雄は、漢代を「老荘別行」、魏晋以降を「老荘提携」、宋代以降を「老荘分離・老儒提携」の時代としている。清代には考証学者が文献学的に研究し、近代的研究の先駆となった（汪中『老子考異』、王先謙『荘子集解』など）。

### 日本

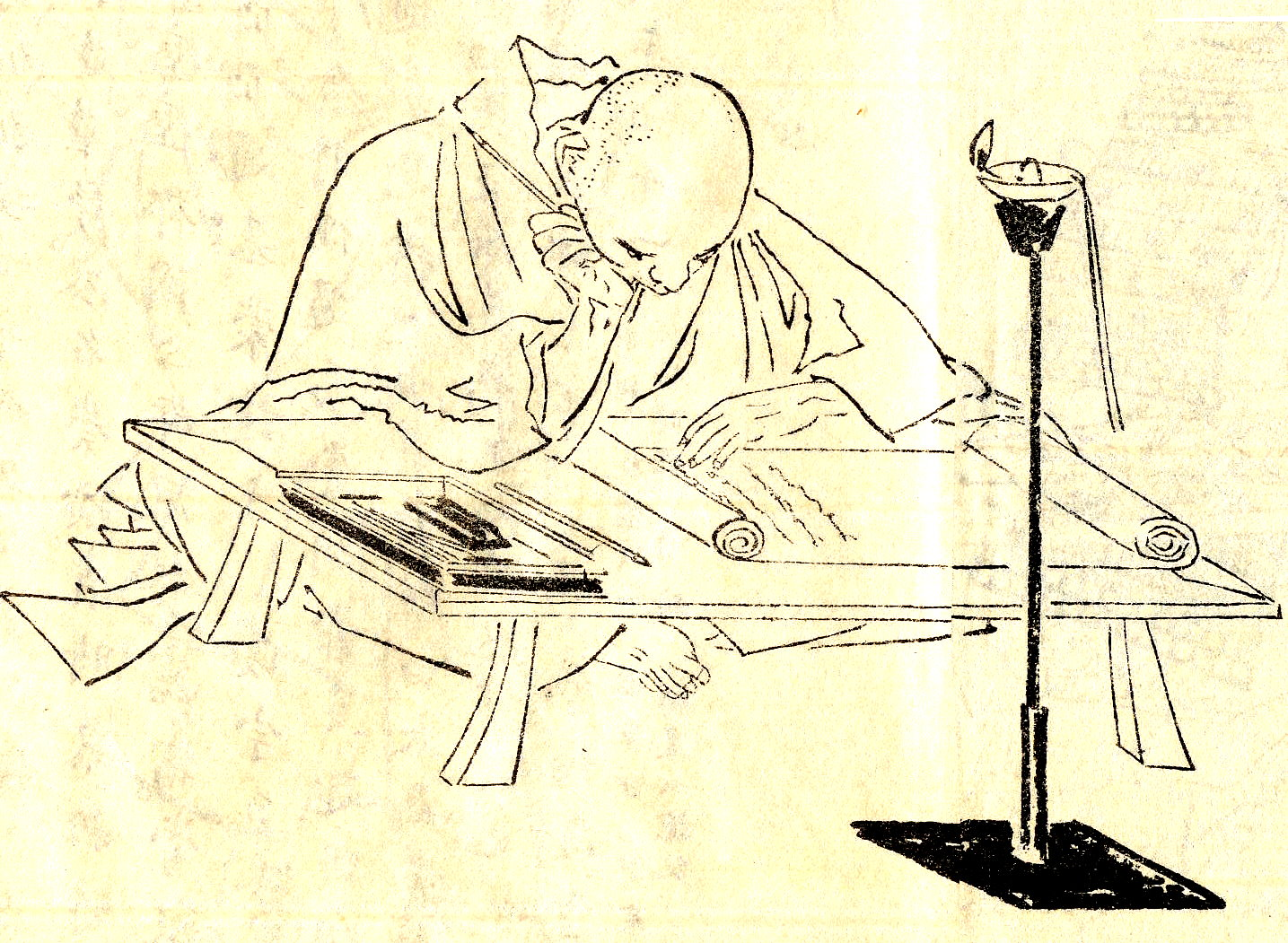
兼好法師
----『徒然草』第13段で『文選』『白氏文集』『老子』『荘子』を愛読書に挙げた。

日本では、奈良時代には既に受容されていた。聖徳太子『三経義疏』『十七条憲法』に老荘由来の語句がある。鎌倉時代には、『徒然草』第13段で兼好の愛読書として老荘が挙げられた。
特に江戸時代に受容が盛んになった。江戸時代の受容者の多くは、老荘と儒教は必ずしも対立しないものと解釈していた。
江戸初期、林羅山が、宋の林希逸による注釈書を普及させた。江戸中期になると、林希逸注を批判する動きが徂徠学派を中心に起こり、服部南郭・太宰春台・海保青陵らが各自注釈書を著した。ほかにも、金蘭斎、折衷学派の中井履軒・皆川淇園・東条一堂、考証学派の太田錦城・太田晴軒らが注釈書を著した。また、佚斎樗山『田舎荘子』、芭蕉・良寛などの近世文学、契沖・賀茂真淵の国学、文人画（南画）などの文人趣味にも、老荘の影響がうかがえる。本居宣長は『くず花』で、神道と老荘は「自然」を尊ぶ点で似ているとしながらも、老荘のは「真の自然」ではないとして批判した。
明治時代、中国哲学史家の遠藤隆吉らにより、人生哲学の書として改めて評価された。明治末期に冨山房『漢文大系』が出版されると、明の焦竑の注釈書が収録された。夏目漱石や田岡嶺雲、坪内逍遥・相馬御風・岡松甕谷・中江兆民・幸徳秋水も老荘に親しんだ。
大正から昭和戦前、武内義雄と津田左右吉が史料批判的な研究を進めた。また寺田寅彦・前田利鎌ら漱石門下の大正教養主義者に親しまれた。
湯川秀樹はエッセイ『知魚楽』を著すなど、老荘に親しんだ科学者として知られる。

### 西洋
16世紀以降、明清の在華宣教師により、儒教経典に続く形で道教経典の概要が西洋に紹介された。19世紀以降、中国学の発展に伴い、老荘の翻訳がジョン・チャルマーズやフレデリック・バルフォアを先駆として、ジェームズ・レッグやアーサー・ウェイリー、オットー・フランケやアルフレッド・フォルケらによって作られた。
ヘーゲルは「中国における哲学書」として、トルストイは「反戦平和の書」として、ユングは「集合的無意識に言及した書」として、ハイデガーは「西洋の存在論を再構築するための書」として、『老子』を受容した。
1970年代には、フリッチョフ・カプラ『タオ自然学』などの現代科学論（ニュー・サイエンス）において『老子』が祭り上げられた。その影響源として、ジョセフ・ニーダムによる中国科学や中国思想の紹介があった。
『老子』に比べ『荘子』は西洋での受容は少なかった。しかし1980年代以降、中国学者のヴィクター・メア、A・C・グレアムらにより『荘子』も盛んに研究されるようになった。ミヒャエル・エンデも『荘子』に親しんだ。

## 諸子百家の道家
諸子百家の道家の書物は多く存在したが、伝存するのは『老子』『荘子』のほか『列子』『文子』『鶡冠子』などごく少数である。しかし20世紀後半、題名のみ伝わっていた『黄帝四経』が馬王堆漢墓から出土した。また、郭店楚簡『太一生水』や上博楚簡『恒先』『凡物流形』といった新出文献や、『老子』『文子』の異本も発見されている。
道家が儒家を批判した一方で、儒家の『荀子』は道家の諸子を批判した。法家の『韓非子』は老子思想を肯定的に論じている（解老篇・喩老篇ほか）。
「道家」という学派区分は、先秦諸子の文献には見えず、漢代の司馬談『六家要旨』に初めて見える。ただし、道家の原型のような学派区分は『荘子』天下篇に見える。
班固『漢書』芸文志によれば、漢代には以下の37作品（37家993篇）の道家文献が存在した。大半は現存しない。
1. 『伊尹』 - 殷初の名臣伊尹に帰される。
2. 『太公』 - 周初の名臣呂尚（太公望）に帰される。
3. 『辛甲』 - 周初の名臣辛甲大夫（中国語版）に帰される。
4. 『鬻子』 - 周初の名臣で楚の熊氏の祖鬻熊（中国語版）に帰される。
5. 『管子』 - 春秋斉の名臣管仲に帰される。『隋書』経籍志以降は法家に分類される[35]。ただし、現行本の『管子』心術上篇・心術下篇・白心篇・内業篇（通称「管子四篇」）は道家的であり、宋銒・尹文学派の著作とも言われる[35]。
6. 『老子鄰氏経伝』 - 『老子』の注釈書[41]。
7. 『老子傅氏経説』 - 同上。
8. 『老子徐氏経説』 - 同上。
9. 『劉向説老子』 - 同上。
10. 『文子』
11. 『蜎子』 - 稷下の学士の環淵（中国語版）に帰される。
12. 『関尹子』 - 函谷関で老子と会った関令尹喜に帰される。
13. 『荘子』
14. 『列子』 - 列禦寇に帰される。楊朱篇では楊朱の思想を伝える。
15. 『老成子』
16. 『長盧子』
17. 『王狄子』
18. 『公子牟』- 名家の公孫龍と交流した魏の公子牟に帰される。
19. 『田子』 - 稷下の学士の田駢に帰される。
20. 『老萊子』 - 春秋楚の隠者老萊子に帰される。
21. 『黔婁子』 - 戦国斉の隠者黔婁（中国語版）に帰される。
22. 『宮孫子』
23. 『鶡冠子』
24. 『周訓』
25. 『黄帝四経』 - 黄帝に帰される。黄老思想の書。
26. 『黄帝銘』
27. 『黄帝君臣』
28. 『雑黄帝』
29. 『力牧（中国語版）』 - 黄帝の名臣力牧（中国語版）に帰される。
30. 『孫子』 - 兵家の『孫子』とは別。
31. 『捷子』
32. 『曹羽』
33. 『郎中嬰斉』
34. 『臣君子』
35. 『鄭長者』
36. 『楚子』
37. 道家言二篇 - 『漢書』芸文志の制作時に来歴不明だった文章[42]。

### 道家の起源
班固は「道家は周の史官から出た」と推定した（諸子出於王官論）。周の史官は、歴史記録だけでなく、天文記録・暦作り、およびそれらを応用した未来予測・政治助言も担うなど、「天を以て人を占う」存在だった。
浅野裕一は、この史官の思想（天道思想）を継承した南方の人物が『老子』を作った、と推定している。
郭沫若は、『荘子』に孔子や顔回が度々登場することから、荘周は顔回学派の儒家（顔氏之儒）だったと推定している。
池田知久は、「道家」は司馬談らが後付けした学派区分に過ぎず、道家の諸子同士に深い繋がりは無いとしている。
戦国の乱世に絶望し心の安息を求めた士大夫や逸民が、道家の支持母体だったとも言われる。